# Калвонґі
Калвонґі (пол. Kałwągi) — село в Польщі, у гміні Корше Кентшинського повіту Вармінсько-Мазурського воєводства.
Населення — 123 особи (2011).

## Демографія
Демографічна структура станом на 31 березня 2011 року:
|          | Загалом | Допрацездатний вік | Працездатний вік | Постпрацездатний вік |
| -------- | ------- | ------------------ | ---------------- | -------------------- |
| Чоловіки | 63      | 17                 | 40               | 6                    |
| Жінки    | 60      | 19                 | 29               | 12                   |
| Разом    | 123     | 36                 | 69               | 18                   |